# Tawan Kedkong
Jiratchaya "Tawan" Kedkong (Thailändische Sprache: จิรัชญา "ตะวัน" เกตุคง, geboren am 15. August 1995) ist ein thailändisches Model. Einer breiteren Öffentlichkeit bekannt wurde sie 2016 als Gewinnerin der vierten Staffel der Castingshow Asia’s Next Top Model.

## Leben und Karriere
Geboren wurde Kedkong am 15. August 1995 in Lop Buri, Thailand. Ihre Eltern sind Kaufleute und sie hat eine jüngere Schwester. 2013, im Alter von 18 Jahren, nahm sie am Asia New Star Model Contest (Face of Thailand) teil und war unter den Top-10. 2016 nahm Tawan an der vierten Staffel von Asia’s Next Top Model teil und belegte den ersten Platz. Als Gewinnerin erhielt sie u. a. einen Vertrag als Model mit Storm Model Management, die Kampagne 2016 als Model für TRESemmé, ein Shooting als Cover-Model für das Harper’s Bazaar Magazin und einen neuen Subaru XV. 2016 war sie im Musikvideo zum Song Blow Your Mind der Künstlerin Dua Lipa als Nebendarstellerin zu sehen. Im August 2017 war sie auf dem Cover der Elle in Kroatien.